# Baturich
Baturich, auch Bathurich, in den Handschriften: Baturicus, Baturih († 12. Januar 847) war (von 739 ab gerechnet) fünfter Bischof von Regensburg von 817 bis 847.

## Herkunft und Werdegang
Baturich entstammte wie einige seiner Vorgänger (z. B. Sigirih) der hochadeligen Familie der Hachilinga und damit gemäß der Lex Baiuvariorum einem der sechs bairischen „Urgeschlechter“ (siehe auch Hechlingen). Er studierte und lehrte im Kloster Fulda. Dort wurde Rabanus Maurus, eine der bedeutendsten Gestalten der Karolingischen Renaissance, sein Schüler und Freund. Rabanus pries in einem Gedicht an Baturich die himmelragenden Mauern der Stadt Regensburg. Nach dem Tode Hattos wurde Reginhar zum Bischof von Bistum Passau gewählt. Dabei dürfte es zu Unruhen gekommen sein, denn der Salzburger Metropolit Arn beanstandete die Wahl und hatte Baturich für dieses Amt vorgesehen. Der Streit dürfte erst mit der Übernahme des Bischofsamtes in Regensburg durch Baturich 817 geendet haben. Er war, wie die anderen ersten Regensburger Bischöfe auch zugleich Vorsteher von Sankt Emmeram.

## Unter König Ludwig dem Deutschen
Die Amtszeit Baturichs war geprägt von der unruhigen Zeit der Kämpfe innerhalb der Familie der Karolinger, die schließlich in die kriegerischen Auseinandersetzungen 830–842 mündeten. Obwohl er nicht mit ihm in den Krieg zog, so unterstützte er doch seinen Herrn König Ludwig den Deutschen nicht nur mit seinem Rat, sondern auch mit Geld und Leuten. Wie sein Nachfolger als Erzkaplan Grimald von Weißenburg wurde Baturich eine der wichtigsten Persönlichkeiten in der Regierung Ludwigs. Wahrscheinlich war Baturich auf der Volksversammlung von 825 in Aachen anwesend, wo mit den Bulgaren über die Grenzen des fränkischen und bulgarischen Reiches verhandelt wurde und in dessen weiterer Folge die Bulgaren in das bairische Ostland einfielen. Am 6. Oktober 832 bekam Baturich den Ort Herilungoburc (vermutlich Pöchlarn) samt dem umliegenden Gebiet in der Awarenmark von Ludwig dem Deutschen zum Geschenk. Pöchlarn gehörte bis 1803 dem Bistum Regensburg. 833 wurde er von Ludwig dem Deutschen, der häufig in Regensburg residierte, zu seinem ersten Erzkaplan bestellt. 834 erhielt er vom Traungauer Grafen Wilhelm und seiner Gattin Engilrada deren Besitzungen bei Perschling im Tausch gegen seine Besitzungen zu Eskinuta und Vuesin. 837 ging das Kloster Mondsee in den Besitz Baturichs über. Hierzu trug die Gattin des Königs Hemma bei, die Ludwig den Deutschen veranlasste das Frauenkloster Obermünster, dessen Äbtissin die Königin wurde, im Gegenzug zu Mondsee zu erwerben.
844 taufte er 14 böhmische Fürsten, die dazu eigens nach Regensburg gekommen waren, und erhielt den Auftrag die Bewohner Böhmens in der christlichen Religion zu unterweisen. Ebenfalls im Jahr 844 setzte er sich für seinen ehemaligen Schreiber Dominicus ein, worauf dieser von König Ludwig dem Deutschen Güter zu Brunnaron in der Grafschaft Steinamanger zur Kolonisation überlassen bekam und als christlicher Missionar im Plattensee-Fürstentum wirkte.

## Baturichs Schreibschule
Die Kunst der Schreibens erlernte er als Mönch des Klosters Sankt Emmeram. Mit der Amtsübernahme als Bischof ist eine Vereinheitlichung und verbesserte Stilsicherheit in der Schrift in Regensburg festzustellen. Es wird daher von einer bewussten Schriftreform in Regensburg ausgegangen, die vielleicht auf den Bischof persönlich zurückgeht. Um dem Kloster gute Handschriften zu verschaffen, bediente sich Baturich seiner Kleriker und Notare. Von einem seiner Kleriker namens Engyldeo stammt vermutlich die älteste überlieferte Aufzeichnung in Neumenzeichen. Es haben sich Schriften aus dem Besitz des Bischofs erhalten, die heute in der Bayerischen Staatsbibliothek in München aufbewahrt werden.